# Jón Hnefill Aðalsteinsson
Pour les articles homonymes, voir Aðalsteinsson.
Jón Hnefill Aðalsteinsson (29 mars 1927 - 2 mars 2010) est un écrivain, universitaire et folkloriste islandais. Cet auteur prolifique est notamment connu pour ses travaux sur l’ancienne religion nordique.

## Publications
- (is) Jón Hnefill Aðalsteinsson (2000). Þá hneggjaði Freyfaxi. Reykjavik: Háskólaútgáfan.  (ISBN 9979-54-431-7).